# 涌泉乡 (营山县)
涌泉乡，是中华人民共和国四川省南充市营山县曾经下辖的一个乡。2019年10月，撤销涌泉乡和玲珑乡，将其所属行政区域划归黄渡镇管辖。

## 行政区划
涌泉乡撤销前下辖以下地区：
泉水村、康寨村、杨庙村、深沟村、马滩村、元庙村、樊沟村、涌泉村、舞凤村和十龙村。